# Chiroteuthidae
I Chiroteutidi (Chiroteuthidae Gray, 1849) sono una famiglia di calamari di acque profonde, generalmente di dimensioni piccole o medie, caratterizzati da un corpo piuttosto morbido e gelatinoso e da movimenti lenti. Sono presenti nella maggior parte degli oceani temperati e tropicali, ma sono conosciuti principalmente nell'Atlantico settentrionale, nel Pacifico settentrionale e nell'Indo-Pacifico. La famiglia comprende 16 specie distribuite in quattro generi, uno dei quali monotipico. Sono talvolta conosciuti collettivamente come «calamari frusta» (whip-lash squid), ma questo nome comune è utilizzato anche per i Mastigoteutidi, che a volte vengono trattati come una sottofamiglia (Mastigoteuthinae) dei Chiroteutidi.
Il genere monotipico Grimalditeuthis era una volta (e potrebbe esserlo ancora) classificato in una famiglia a parte, i Grimalditeutidi. In generale, gli esemplari di Chiroteutidi non sono ben rappresentati dagli esemplari descritti, poiché spesso subiscono danni durante la cattura.

## Descrizione

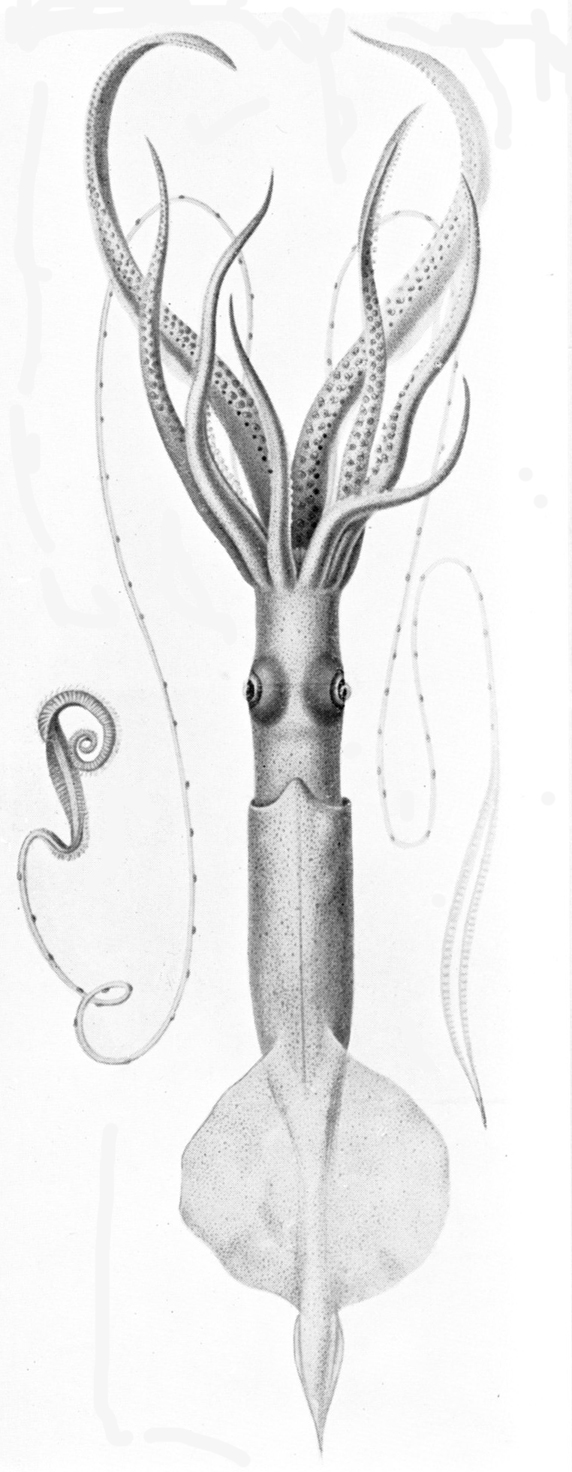
Chiroteuthis imperator

I Chiroteutidi sono particolarmente noti per il loro stadio unico di paralarva, chiamato stadio doratopside. Sebbene la morfologia vari considerevolmente all'interno della famiglia, i Chiroteutidi si distinguono per i corpi estremamente allungati e, nella maggior parte delle specie, i tentacoli che possono raggiungere una lunghezza pari a quattro volte quella del mantello, come nel caso di Asperoteuthis acanthoderma. La testa è posizionata sopra un collo allungato, il pilastro brachiale è ben sviluppato e gli occhi sono grandi. In alcune specie di Planctoteuthis e in tutte le specie di Chiroteuthis, il quarto paio di braccia è più spesso e più lungo rispetto alle altre. Il corpo fragile e gelatinoso ha una forma conica, mentre il collo è cilindrico; le pinne variano da ovali a ellittiche, con una lunghezza pari a circa il 50% di quella del mantello. Le ventose sulle braccia si trovano in due file, mentre quelle sulle clave sono disposte in quattro file (ma sono assenti negli individui subadulti di Grimalditeuthis e prossimalmente in Asperoteuthis). Le clave sono allungate e, tranne che nelle specie di Planctoteuthis, sono suddivise in due o tre parti da membrane protettive simmetriche.
L'apparato di bloccaggio del sifone ha una forma ovale; la sua cartilagine è a forma di orecchio, con una o due protuberanze e una depressione centrale. In Grilmalditeuthis, l'apparato è fuso (ma l'articolazione nucale è libera); in Chiroteuthis sono presenti sia il trago che l'antitrago, mentre in Planctoteuthis è presente solo l'antitrago. In Planctoteuthis mancano anche la valvola del sifone, i cuscinetti tentacolari e le ventose distali sul quarto paio di braccia.
Alcune specie (escluso il genere Planctoteuthis) sono bioluminescenti e possiedono fotofori (organi produttori di luce) variamente distribuiti sulla superficie interna delle braccia ventrali, sulla superficie ventrale degli occhi (una o tre macchie o bande), sulla sacca dell'inchiostro e vicino alla terminazione delle clave. Numerose camere contenenti cloruro d'ammonio sono presenti nelle braccia, nella testa e nel mantello. Poiché il cloruro d'ammonio ha una densità inferiore a quella dell'acqua di mare circostante, aiuta i Chiroteutidi a mantenere la neutralità di galleggiamento, consentendo loro di risparmiare energia durante il nuoto. Il seno della palpebra è indistinto, le pieghe occipitali sono assenti e le papille olfattive sono sostenute da lunghi peduncoli. Le specie più grandi raggiungono una lunghezza del mantello di circa 78 cm. La colorazione del corpo varia generalmente dal beige al seppia, ma Asperoteuthis acanthoderma è noto per il suo colore viola intenso.

## Biologia
Poco si sa sulla riproduzione dei Chiroteutidi. Le caratteristiche paralarve in stadio doratopside si ritiene che rimangano nelle prime centinaia di metri della colonna d'acqua, dove probabilmente si nutrono di zooplancton e subiscono lentamente una marcata trasformazione fino allo stadio subadulto. Durante lo stadio doratopside, il calamaro paralarvale possiede un gladio (conchiglia interna) notevolmente allungato, che si estende ben oltre le pinne e supporta una struttura lunga e simile a una coda. Questa struttura, a seconda della specie, può essere adornata con un paio di «pinne secondarie» grandi e ovali o a forma di cuore, una serie di piccoli lembi lungo tutta la lunghezza della coda, o una serie di «bulbi» ovali resi galleggianti da fluidi a bassa densità. In alcune specie, le paralarve presentano anche occhi proiettati ventralmente. Il collo allungato e il pilastro brachiale sono suddivisi in camere, mentre tessuto vescicolare è presente nell'estremità del mantello e (negli stadi avanzati) nelle braccia.
Sebbene nella maggior parte delle specie la «coda» venga persa durante la maturazione, alcuni adulti, come quelli del genere Grimalditeuthis, la conservano. Durante la trasformazione della paralarva in subadulto, le braccia si allungano (pur rimanendo talvolta subeguali in alcune specie) e altre proporzioni corporee cambiano; i fotofori si sviluppano e le clave paralarvali vengono riassorbite e sostituite da una forma adulta. Le specie di Planctoteuthis, tuttavia, conservano le loro clave paralarvali; questa caratteristica, insieme all'assenza di fotofori, ha portato alcuni autori a ipotizzare che le Planctoteuthis siano in realtà doratopsidi mature, derivanti da neotenia. Non è noto il periodo di durata dello stadio doratopside, né il momento esatto in cui si manifestano o si perdono caratteristiche specifiche.

## Specie
In questa famiglia sono riconosciute 16 specie ripartite in 4 generi:
- Genere Asperoteuthis Nesis, 1980

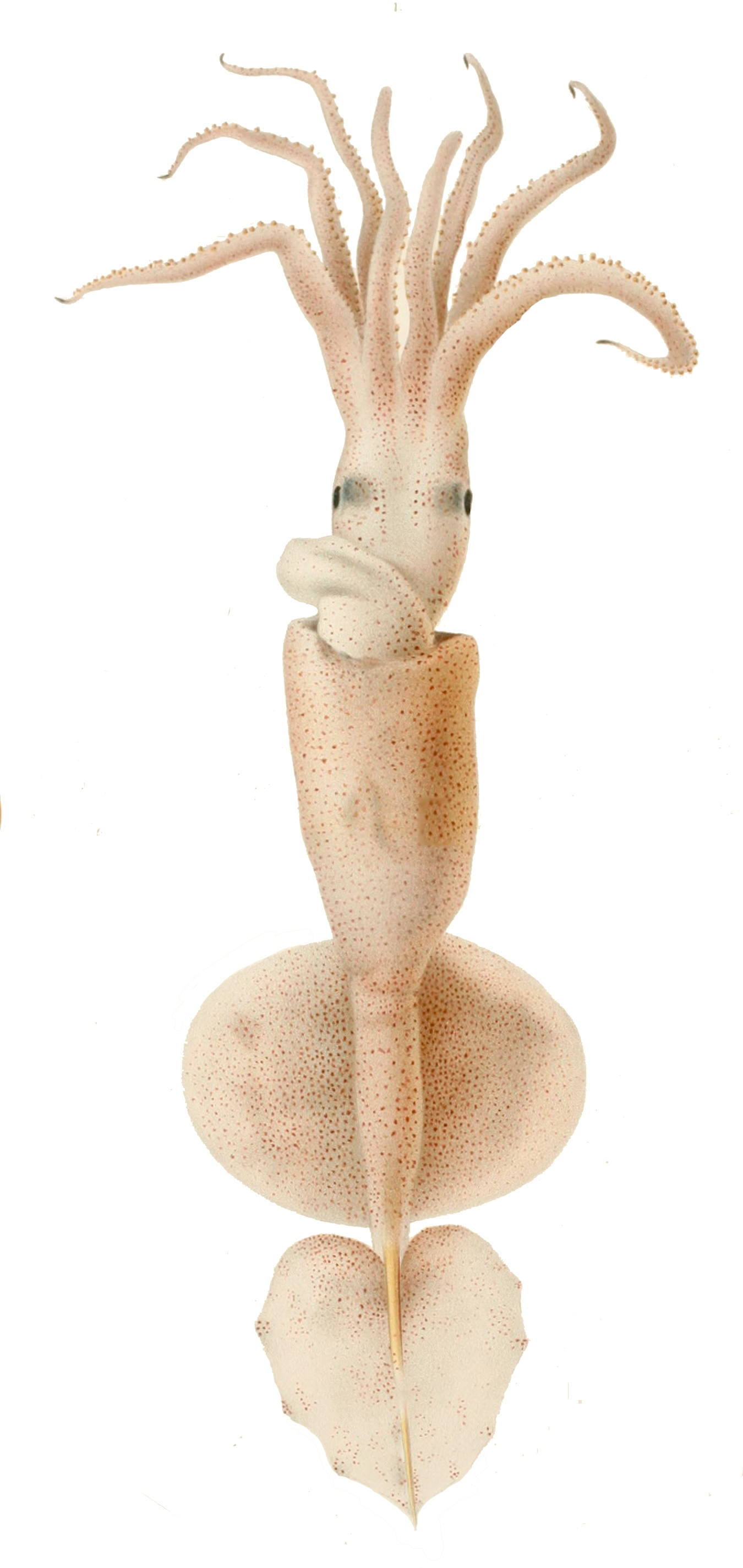
Grimalditeuthis bonplandii

  - Asperoteuthis acanthoderma (Lu, 1977)
  - Asperoteuthis lui Salcedo-Vargas, 1999
  - Asperoteuthis mangoldae R. E. Young, Vecchione & Roper, 2007
- Genere Chiroteuthis A. d'Orbigny, 1841
  - Chiroteuthis calyx R. E. Young, 1972
  - Chiroteuthis imperator Chun, 1908
  - Chiroteuthis joubini G. L. Voss, 1967
  - Chiroteuthis mega (Joubin, 1932)
  - Chiroteuthis picteti Joubin, 1894
  - Chiroteuthis spoeli Salcedo-Vargas, 1996
  - Chiroteuthis veranii (A. Férussac, 1835)
- Genere Grimalditeuthis Joubin, 1898
  - Grimalditeuthis bonplandii (Verany, 1839)
- Genus Planctoteuthis Pfeffer, 1912
  - Planctoteuthis danae (Joubin, 1931)
  - Planctoteuthis exopthalmica (Chun, 1908)
  - Planctoteuthis levimana (Lönnberg, 1896)
  - Planctoteuthis lippula (Chun, 1908)
  - Planctoteuthis oligobessa (R. E. Young, 1972)